# 1485 en littérature
| Années de la littérature : 1482 - 1483 - 1484 - 1485 - 1486 - 1487 - 1488    |
| Décennies de la littérature : 1450 - 1460 - 1470 - 1480 - 1490 - 1500 - 1510 |

Cet article présente les faits marquants de l'année 1485 en littérature.

## Événements
- 27 mars : la tenue de la Foire du livre de Francfort, attestée depuis 1478, est mentionnée dans une lettre de Rudolph Agricola à un ami du nom d'Adolphe, le priant de lui acheter des ouvrages de Columelle, Celse, Macrobe, Stace et Silius Italicus[1],[2].

## Parutions
- 31 juillet : Thomas Malory, Le Morte d'Arthur, Westminter, William Caxton[3].

- Impression a Lyon  du Champion des dames, de Martin Le Franc, rédigé en 1442[4].

## Naissances
- 10 août : Luigi da Porto, écrivain et historiographe italien, mort le 10 mai 1529.
- 22 août : Beatus Rhenanus, philologue, éditeur d'auteurs antiques et écrivain humaniste alsacien, mort le 20 juillet 1547.